# 巴西刺蓋魚
巴西刺蓋魚（學名：Pomacanthus paru），俗名法國神仙，為輻鰭魚綱鱸形目鱸亞目蓋刺魚科的其中一個種。

## 分布
本魚分布於西大西洋區，包括美國南部、墨西哥、尼加拉瓜、巴拿馬、哥斯大黎加、加勒比海各島嶼、巴西、哥倫比亞、委內瑞拉、法屬圭亞那、蓋亞那、蘇利南等海域。

## 深度
水深3公尺至100公尺。

## 特徵
本魚體略高，幼魚體呈黑色，魚體上有4至5條明顯的黃色垂直條紋，隨著魚的成熟，黃色的條紋褪去，魚體轉為深灰色。同時魚體鰓蓋後的大部分出現斑點，臀鰭的斑點較少，背鰭斑點較多，背鰭和臀鰭鰭條延長。背鰭硬棘10枚，軟條29至31枚；臀鰭硬棘3枚，軟條22至24枚。體長可達41公分。

## 生態
本魚棲息於淺水礁區。通常成對出現，時常在海扇附近，屬雜食性，以海綿、藻類、苔蘚蟲、珊瑚蟲等為食。繁殖期時具有強烈領域性。

## 經濟利用
為高價值觀賞魚，較少人食用。有報告指出其體內具有雪卡魚毒。